# Ного, Райко Петров
Райко Петров Ного (серб. Рајко Петров Ного; 13 мая 1945, Бория, Босния и Герцеговина, Югославия — 28 ноября 2022, Белград, Сербия) — сербский поэт, прозаик,публицист, эссеист, редактор, литературный критик, педагог, политик. Действительный член Академии наук и искусств Республики Сербской (с 2004).

## Биография
Родился в семье потомков черногорского племени кучи. Окончил Педагогическую школу в Сараево, позже получил диплом по югославской филологии и сербско-хорватскому языку на философском факультете Сараевского университета, а также степень магистра на филологическом факультете Белградского университета. С 1972 по 1982 год работал редактором в издательстве «Веселин Маслеша».
В 1982 году переехал из Сараево в Белград, где был редактором в белградском издательстве BIGZ (1982—1999).
С 2000 года преподавал поэзию и литературную критику на философском факультете Университета Восточного Сараево. В июне 1997 года был избран членом-корреспондентом Академии наук и искусств Республики Сербской, в июне 2004 года — действительным членом академии.
Лауреат многих литературных премий. Член Союза писателей Сербии. Политик, член Сербской демократической партии. Избирался депутатом Сената Республики Сербской первого созыва в 1997 г., переизбран в апреле 2009 г.
Автор 52 книг стихов и прозы.

## Избранные произведения
- Зимомора, (1967)
- Зверињак, (1972)
- Родила ме тетка коза, детские стихи (1977)
- Безакоње, (1977)
- Планина и почело, (1978)
- Колиба и тетка коза, детские стихи (1980)
- На крају миленија, (1987)
- Лазарева субота, (1989)
- Лазарева субота и други дани, (1993)
- На капијама раја, (1994)
- Лирика, (1995)
- Мало документарних детаља, (1998)
- Нек пада снијег господе, (1999)
- Најлепше песме Рајка Петрова Нога, (2001)
- Неодремано око, (2002)
- Није све пропало, (2004)
- У Вуловоме долу, (избранная поэзия) (2005)
- Јечам и калопер — глоса, (2006)
- Не тикај у ме, (2008)
- Човек се враћа кући, (сборник стихов) (2010)
- Тайные знаки (пер. с серб.) — Москва : Вахазар, 2009.

## Награды
- Золотая медаль «За заслуги» (2022, Сербия)[4]